# OVERLAP網路小說大獎
OVERLAP網路小說大獎（日語：オーバーラップWEB小説大賞）是由OVERLAP出版社與小說投稿網站成為小說家吧共同舉辦的輕小說文學獎。舊名稱為「OVERLAP文庫網路小說大獎」（オーバーラップ文庫WEB小説大賞）。

## 概要
第1屆與第2屆是由OVERLAP文庫與成為小說家吧以「OVERLAP文庫網路小說大獎」的名稱共同舉辦，主要徵求以異世界為舞台的作品。第3屆起，改為現今的名稱「OVERLAP網路小說大獎」，另一個出版社OVERLAP Novels也加入共同主辦，主要徵求以10至20歲男性讀者為對象的作品。
第1屆的主題是「異世界×很多女孩」（異世界×女の子いっぱい）；第2屆的主題是「異世界×戰鬥」（異世界×バトル）。第3屆起，增加了3項參賽條件：「作品必須以日文撰寫」、「作品必須為原創作品」、「截至報名截止日，正文需達10萬字以上」，同時不再限定作品類型，也廢除了讀者獎（読者賞）。第4屆起，取消了參賽者的年齡限制。第6屆起，增加「男性向作品部門」與「女性向作品部門」。第7屆起，改為前期、後期制度，即一屆分為兩次舉辦。第8屆起，取消了「男性向作品部門」與「女性向作品部門」。